# Eucereon songoense
Eucereon songoense är en fjärilsart som beskrevs av Max Wilhelm Karl Draudt 1915. Eucereon songoense ingår i släktet Eucereon och familjen björnspinnare. Inga underarter finns listade i Catalogue of Life.